# El planeta imaginario (álbum de La Oreja de Van Gogh)
El planeta imaginario es el séptimo álbum de estudio del grupo musical español La Oreja de Van Gogh que salió a la venta el 4 de noviembre de 2016 bajo el sello discográfico de Sony Music.[cita requerida] El primer sencillo, titulado «Verano», fue presentado el 16 de septiembre de 2016.[cita requerida] El álbum fue producido por Áureo Baqueiro.[cita requerida]

## Información
El planeta imaginario era, después de Primera fila: La Oreja de Van Gogh, el segundo disco que Áureo Baqueiro producía para la banda. Se tenía previsto que las grabaciones del disco comenzasen en abril de 2016, pero por asuntos logísticos de parte del estudio en Francia este se tuvo que posponer hasta junio del mismo año, la grabación duró aproximadamente un mes en los estudios Estudios Du Manoir. El 27 de septiembre, el grupo comunicaba por sus redes sociales una trivia que consistía en compartir un enlace para desvelar la portada, el éxito fue tanto que en menos de 24 horas la portada ya estaba desvelada y también se dejaba ver el título de este.
El disco tuvo dos ediciones limitadas una en versión vinilo y otra firmada por los integrantes del grupo, ambas venían con una bolsa de regalo y solo se podían conseguir a través de Internet.

## Promoción
El primer sencillo fue «Verano», posteriormente se publicaron tres nuevas canciones, «Estoy contigo» (7 de octubre), «Diciembre» (28 de octubre) y «Camino de tu corazón» (2 de noviembre). «Diciembre» fue escogido como segundo sencillo en el mes de diciembre del 2016, pero su vídeo oficial fue publicado recién el 14 de marzo de 2017 en el canal oficial de YouTube del grupo. El 22 de abril de 2017 «Cuando menos lo merezca» fue anunciado como tercer sencillo del disco a través de la cuenta oficial del grupo en Twitter. Para elegir este tercer single, el grupo puso una votación en Twitter donde este tema resultó elegido por sus seguidores. Oficialmente fue lanzado, junto a su video musical, el 26 de mayo de 2017. El video fue grabado el 23 de abril de 2017 durante la prueba de sonido del concierto en L'Hospitalet del Llobregat y durante el mismo.
El 17 de julio de 2017 el grupo confirma en una entrevista a una televisión local de Bilbao que el cuarto sencillo será «Estoy contigo» aunque indican que no iba a ser "un single al uso" y que "tendría un tratamiento diferente". Finalmente, el 21 de septiembre de 2017 «Estoy contigo» fue lanzado como cuarto sencillo del disco en formato digital, junto a su video musical, aunque para esta ocasión, el grupo decidió volver a grabar la canción, junto a otros músicos como Melendi, Vanesa Martín, Ana Torroja, Iván Ferreiro, India Martínez, David Otero, Maldita Nerea, Rozalén, Andrés Suárez y Funambulista. Los fondos de esta nueva versión canción irán destinados a la lucha contra el alzhéimer, sobre el que versa la canción.
El 8 de junio de 2018, el grupo anuncia el lanzamiento de un nuevo sencillo promocional, «Esa chica», cuyo video se publica el mismo día. Este lanzamiento se hace con el objetivo de promocionar el sombrero de paja toquilla como símbolo de la identidad y cultura ecuatoriana. La oficina comercial de Pro Ecuador, en España, designó al grupo como embajador de este producto, por lo que decidieron incluir en el video una toma de este accesorio ecuatoriano..

## Recepción
El disco llegó al número 1 en la lista de ventas PROMUSICAE de España en su semana de lanzamiento Tras siete semanas a la venta el 29 de diciembre de 2016 se le otorgó al álbum la certificación de disco de oro en España tras superar las 20 mil copias vendidas.

## Lista de canciones
| N.º | Título                     | Letras          | Música                          | Duración |  |
| 1.  | «Estoy contigo»            | Pablo Benegas   | Xabi San Martín                 | 4:57     |  |
| 2.  | «Diciembre»                | Pablo Benegas,  | Xabi San Martín                 | 3:45     |  |
| 3.  | «Verano»                   | Pablo Benegas   | Xabi San Martín, Áureo Baqueiro | 4:22     |  |
| 4.  | «Esa chica»                | Xabi San Martín | Xabi San Martín                 | 4:45     |  |
| 5.  | «Pálida luna»              | Pablo Benegas   | Xabi San Martín                 | 3:38     |  |
| 6.  | «Camino de tu corazón»     | Pablo Benegas   | Xabi San Martín                 | 3:19     |  |
| 7.  | «Intocables»               | Pablo Benegas   | Xabi San Martín                 | 4:28     |  |
| 8.  | «No Vales más que Yo»      | Pablo Benegas   | Xabi San Martín                 | 4:53     |  |
| 9.  | «Cuando Menos lo Merezca»  | Pablo Benegas   | Xabi San Martín                 | 3:01     |  |
| 10. | «Mi Pequeño Gran Valiente» | Xabi San Martín | Xabi San Martín                 | 4:08     |  |
| 11. | «Siempre»                  | Pablo Benegas   | Xabi San Martín                 | 3:19     |  |
| 12. | «Tan Guapa» (bonus track)  | Xabi San Martín | Xabi San Martín                 | 3:09     |  |

## Posicionamiento en listas
| Listas Ventas Físicas y digitales (2016) | Mejor posición |
| ---------------------------------------- | -------------- |
| España (PROMUSICAE)                      | 1              |
| Estados Unidos (Top Latin Albums)        | 9              |

| Listas iTunes (2016) | Mejor posición |
| -------------------- | -------------- |
| España (iTunes)      | 1              |
| Argentina (iTunes)   | 1              |
| México (iTunes)      | 1              |
| Chile (iTunes)       | 1              |
| Costa Rica (iTunes)  | 1              |
| Colombia (iTunes)    | 1              |